# Cmentarz wojenny nr 177 – Woźniczna
Cmentarz wojenny nr 177 – Woźniczna – jeden z zachodniogalicyjskich cmentarzy wojennych z okresu I wojny światowej, położony na skraju małopolskiej wsi Woźniczna w gminie Pleśna. Znajduje się w zalesionym masywie Słonej Góry, na północ od drogi do Piotrkowic.

## Opis
Cmentarz zaprojektował Heinrich Scholz, został zbudowany na planie prostokąta ze ściętymi dwoma narożnikami. Ogrodzenie wykonano z metalowych rur wspartych na kamiennych słupkach. Trójskrzydłowa brama wejściowa znajduje się od strony południowej. Naprzeciw niej, po północnej stronie, wznosi się ok. 6-metrowa ośmioboczna kolumna zwieńczona krzyżem. Wykonano ją z kamiennych bloczków, widnieje na niej data 1914–1915. Na mogiłach zbiorowych ustawiono murowane, kamienne postumenty z krzyżem. Pojedyncze nagrobki mają postać steli zwieńczonych żeliwnym krzyżem. Nagrobki żołnierzy rosyjskich wieńczy krzyż dwuramienny, a pozostałe jednoramienny.

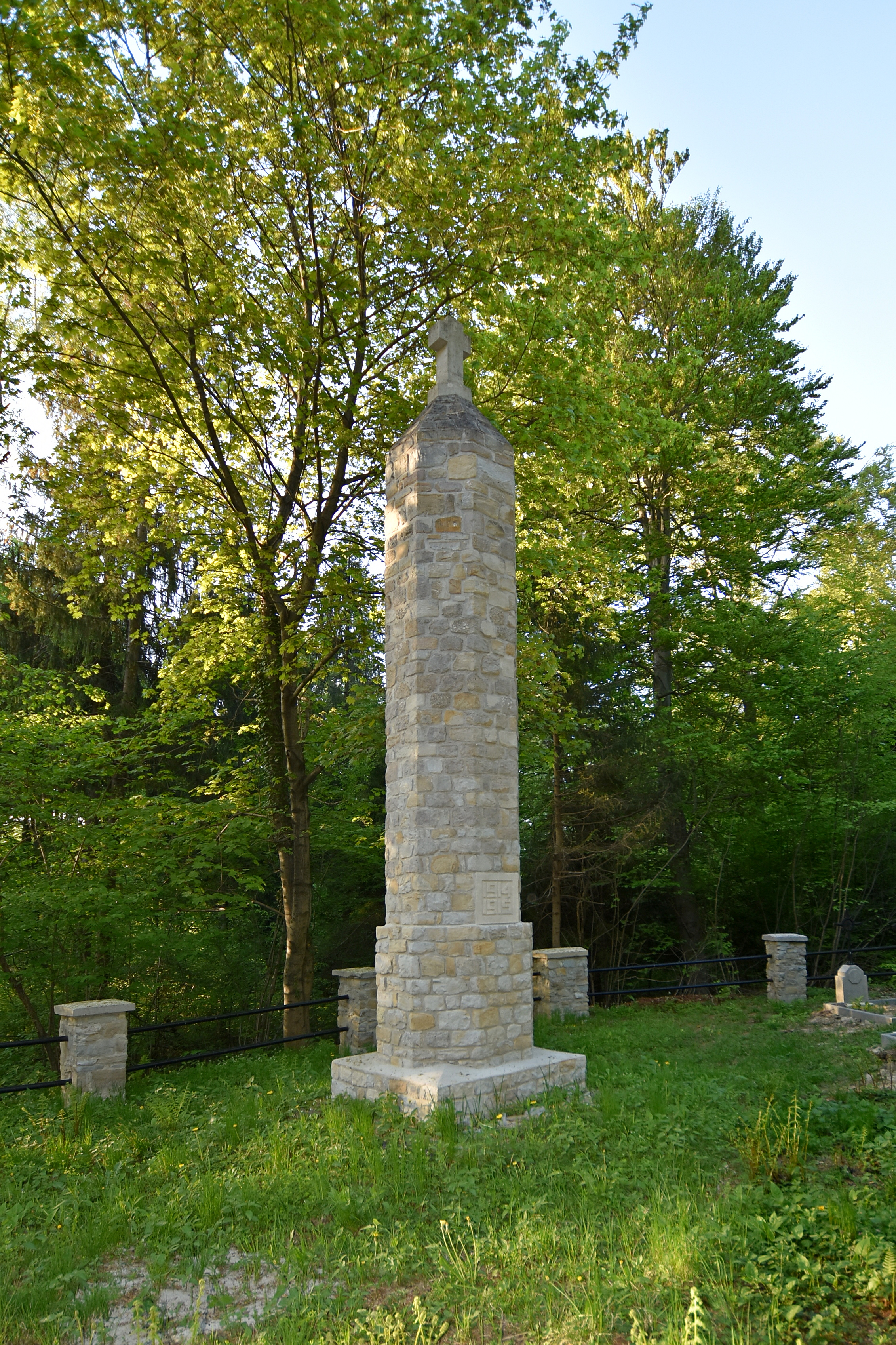
Pomnik centralny

## Pochowani
W 10 grobach zbiorowych i 64 pojedynczych pochowano tu 64 żołnierzy austro-węgierskich i 60 rosyjskich. Żołnierze zginęli w dniach 5–7 maja 1915 roku. Polegli żołnierze austro-węgierscy walczyli m.in. w 2. Tyrolskim Pułku Strzelców Cesarskich.